# Nija Dimitrowa
Nija Dimitrowa (bulgarisch Ния Димитрова; * 24. Juni 1993) ist eine bulgarische Biathletin.
Nija Dimitrowa startet für Aleksandar Logistics. Sie gab ihr internationales Debüt 2009 im Rahmen eines IBU-Cup-Sprints in Bansko und erreichte als Sechstplatzierte sofort eine Top-Ten-Platzierung und gewann erste Punkte. Es war zugleich die beste Platzierung in der zweithöchsten Rennserie im Biathlon für die Bulgarin. Erstes Großereignis wurden die Skiroller-Juniorenrennen bei den Sommerbiathlon-Weltmeisterschaften 2009 in Oberhof, wo sie 23. in Sprint und Verfolgung wurde. Zum Auftakt der Saison 2009/10 gab Dimitrowa in Östersund ihr Debüt im Biathlon-Weltcup und wurde 82. im Sprint. In Torsby nahm sie an den Biathlon-Juniorenweltmeisterschaften 2010 teil und erreichte die Platzierungen 27 im Einzel, 18 im Sprint, 16 in der Verfolgung und sechs mit der Staffel. Kurz darauf startete sie bei den Juniorenrennen der Biathlon-Europameisterschaften 2010 in Otepää und wurde 33. des Einzels, 16. des Sprints, 20. der Verfolgung und sechs mit der Mixed-Staffel. Bei den Biathlon-Juniorenweltmeisterschaften 2011 in Nové Město na Moravě wurde die Bulgarin 21. des Einzels, 36. des Sprints, 21. der Verfolgung und erneut Sechste mit der bulgarischen Staffel. Es folgten erneut die Juniorenrennen bei den Biathlon-Europameisterschaften 2011 in Ridnaun. Dort erreichte Dimitrowa die Ränge 23 im Einzel, neun im Sprint, 19 in der Verfolgung und neun mit der Mixed-Staffel. Danach kam sie in Chanty-Mansijsk zu ihren ersten Rennen bei einer Biathlon-Weltmeisterschaft. Im Einzel belegte sie den 72. Platz, wurde 86. des Sprints, wurde mit Dessislawa Stojanowa, Miroslaw Kenanow und Martin Bogdanow 25. in der Mixed-Staffel und mit Emilija Jordanowa, Nina Klenowska und Stojanowa 12. mit der Frauenstaffel. Im weiteren Verlauf des Jahres startete sie bei den Juniorenrennen der Sommerbiathlon-Weltmeisterschaften 2011 in Nove Mesto und kam auf die Ränge sechs in Sprint und Verfolgung und gewann mit Stefani Popowa, Iwan Slatew und Anton Sinapow die Bronzemedaille im Staffelrennen. In der Saison 2011/12 konnte Dimitrowa ihre Bestleistung im Weltcup mehrfach bis auf Platz 46 bei einem Sprint in Hochfilzen verbessern.
2009 nahm Dimitrowa an einigen FIS-Rennen und Rennen des Balkan Cups im Skilanglauf teil. Im Witoscha gewann sie ein FIS-Rennen.

## Biathlon-Weltcup-Platzierungen
Die Tabelle zeigt alle Platzierungen (je nach Austragungsjahr einschließlich Olympische Spiele und Weltmeisterschaften).
- 1.–3. Platz: Anzahl der Podiumsplatzierungen
- Top 10: Anzahl der Platzierungen unter den ersten zehn (einschließlich Podium)
- Punkteränge: Anzahl der Platzierungen innerhalb der Punkteränge (einschließlich Podium und Top 10)
- Starts: Anzahl gelaufener Rennen in der jeweiligen Disziplin
- Staffel: inklusive Mixed- und Single-Mixed-Staffeln

| Platzierung              | Einzel | Sprint | Verfolgung | Massenstart | Staffel | Gesamt |
| ------------------------ | ------ | ------ | ---------- | ----------- | ------- | ------ |
| 1. Platz                 |        |        |            |             |         |        |
| 2. Platz                 |        |        |            |             |         |        |
| 3. Platz                 |        |        |            |             |         |        |
| Top 10                   |        |        |            |             |         |        |
| Punkteränge              |        |        |            |             | 3       | 3      |
| Starts                   |        | 2      |            |             | 3       | 5      |
| Stand: 30. Dezember 2011 |        |        |            |             |         |        |